# 闇競馬
闇競馬（やみけいば）とは、法令の根拠無しに馬券（勝ち馬投票券）の発売を伴って開催される競馬のことである。
日本における闇競馬の中で最も規模が大きいのは、太平洋戦争の終結後に日本各地で行われたものである。

## 太平洋戦争終結後の闇競馬
太平洋戦争中の地方競馬は「軍馬資源保護法」に基づき、軍用保護馬鍛錬競走として行われた。しかし、同法は国家総動員法制定の影響を受けて制定されたものだったため、「昭和二十年勅令 第五百四十二号「ポツダム」宣言ノ受諾ニ伴ヒ発スル命令ニ関スル件ニ基ク軍馬資源保護法廃止等ニ関スル件」（1945年11月21日勅令第643号）によって廃止された。そのため、戦後の地方競馬については規定する法令が存在しない状態となったため、全国で地元の有力者や競馬関係者、各地の馬匹組合などの関係者、さらには現金確保を目的とした反社会的勢力までもが馬券発売を伴う競馬を主催するようになった。
この闇競馬の中には、北海道に駐留するアメリカ軍の意向によって行われた「進駐軍競馬」もあり、1946年11月20日に「地方競馬法」が公布されるまでの約1年間に渡り盛んに行われた。闇競馬は、法的には根拠を持たない脱法的興行であり、また反社会性を帯びた開催も少なくなかったが、競馬人気の高さを証明したことで戦後の公認競馬の再開に寄与した側面もある。